# Léonce Charles Moineville
Léonce Charles Moineville (ur. 12 maja 1865 w Maubeuge, zm. 25 grudnia 1944 w Verneuil-sur-Vienne) – francuski generał brygady.

## Życiorys
W latach 1883–1885 studiował w Akademii w Saint-Cyr. Oficer kawalerii francuskiej, kapitan w 1898, szef szwadronu w 1910. W 1917 był pułkownikiem i dowódcą pułku na froncie niemieckim. W 1918 został odkomenderowany do Armii Polskiej we Francji jako dowódca Dywizji Instrukcyjnej. Później był szefem sztabu I Korpusu. Członek Francuskiej Misji Wojskowej w Warszawie. Komendant Centrum Wyszkolenia Wojska Polskiego, doradca w sztabie 2. Armii w czasie walk wojny polsko-bolszewickiej. Później inspektor wyszkolenia przy Dowództwie Okręgu Generalnego Grodno, a następnie Dowództwie Okręgu Generalnego Warszawa. 21 listopada 1921 wyjechał do Francji.
W 1921 otrzymał Krzyż Srebrny Orderu Wojskowego Virtuti Militari nr 19 i 4-krotnie Krzyż Walecznych. Komandor Legii Honorowej (29 grudnia 1923).